# Sisak
Sisak je grad u Hrvatskoj, u Posavini, i sjedište Sisačko-moslavačke županije i Sisačke biskupije. Jedan je od najvećih industrijskih gradova kroz povijest u Hrvatskoj zahvaljujući rafineriji nafte, željezari, riječnoj luci te mlinskoj i pekarskoj proizvodnji. Prema popisu 2021. imao je oko 40 000 stanovnika.

## Zemljopisni položaj
- Koordinate: 45°48' s.z.š., 16°36' i.z.d.
- Područje: Posavina
- Nadmorska visina: 98 m
- Srednja godišnja temperatura: 10,6 °C
- Godišnji prosjek relativne vlage: 80%
- Magla: 82 dana godišnje
- Površina: 422,75 km2

Grad Sisak smjestio se na utocima rijeka Odre u Kupu i Kupe u Savu, u plodnom i često močvarnom području Panonske nizine, obilježenom umjerenom kontinentalnom klimom. Kroz povijest grad se razvijao uz Kupu, sad s njezine desne, sad s njezine lijeve strane. Razvoju grada osobito je pridonijela činjenica da su Sava i Kupa plovne upravo do Siska, što je potaklo gospodarski razvoj i trgovinu.

## Ime
Sisak je kroz svoju povijest promijenio više službenih imena, no - nakon ilirsko-keltske Segestice - sva su kasnija imena utemeljena na rimskom imenu Siscija (lat. Siscia). Tako će se u ranom srednjem vijeku grad zvati Siscium, a potom će se pojavljivati razne grafije koje upućuju na kajkavski oblik imena grada: Sissek, Sziszek, Sciteck, Zysek, Sziscium, Scytzyc, Zitech, Scyteck. Na koncu se pojavljuje ime Sziszak i Sisak.

## Povijest
Ubraja se među najstarija naselja središnje Hrvatske, jer se tragovi njegove urbane naseljenosti mogu pratiti sve do 4. stoljeća prije Krista. Ipak, već i prije znakova urbanog naselja ovaj su kraj obitavali ljudi, te su prilikom arheoloških istraživanja nađeni prapovijesni ostaci oruđa i kipića idola.

### Iliri, Kelti i Rimljani
U 4. stoljeću prije Krista u ovo područje provaljuje pleme keltsko-iliriziranih Skita, te se miješaju s većinskim ilirskim starosjediocima 
Breucima  (kasnije odjeljak zvan Kolapijani), a zajedničkom naselju daju svoje ime - Segestika (pod utjecajem Keltsko-ligurske kulture), stanovnici naselja prihvaćaju naziv Segestani (grč. Segestanoi). DNK Segestana je većinski jugoistočni tip I-2/Eu7, a Kolapiani imaju više 
R1b/Eu18, dok je R1a genetika na ovo područje došla kasnije tzv.velikom seobom naroda, koje su i danas najzastupljenije na području Siska. 
Čini se da je ovaj grad, smješten s desne obale Kupe, tada bio najveći grad zapadnog dijela Panonske nizine. 
Kao glavno trgovinsko središte u to vrijeme uz Segestane, obilaze trgovci u manjem broju iz obližnjih ilirsko-keltskih plemena Oserijata, 
Varcijana i Latobica te sudjeluju u njegovu razvoju.
Rimljani su u više navrata pokušavali osvojiti Segestiku (156. i 119. pr. Kr.), no to im je pošlo za rukom tek 35. pr. Kr., kad mladi Oktavijan, koji će kasnije postati rimski car Oktavijan August, nakon jednomjesečne opsade, s vojskom od 12.000 ljudi, osvaja keltsko-ilirski grad, a s lijeve obale Kupe osniva rimski vojni logor - Sisciju.  Ubrzo u vojni logor smješta 25 kohorti (pente kai eikosi speirôn) pod zapovjedništvom Fufija Gemina. Ovaj je logor u svome početku bio osnovan za obuku pješačke pomoćne snage, odnosno rimskih "Ala" jedinica, koje su slane na rimske limes u naselja zvana horreum  koje su djelovale zajedno s konjičkim eskadronima (najpoznatija sa prostora Panonije i Dalmacije je bila Auxilia Herculensia et Equites Dalmatae u  Castra ad Herculem). Vrlo brzo stječe status grada, a njegov je zemljopisni položaj pridonio jačanju vojnog, prometnog i upravnog značenja toga urbanog središta, a osobito razvoju trgovine i obrta. Rimska je Siscija imala luku na Kupi koja je bila sjedište Classis Flavia Pannonica, pretpostavka da su najvećim brojem u njoj služili Liburni.  Od sredine 3. stoljeća i kovnicu novca koji se koristio na čitavom području prostranog Rimskog Carstva (nekoliko je primjeraka novca kovanog u Sisciji nađeno čak u Palestini), jer su ga obično koristile vojne postrojbe. Usto, uz obalu Kupe bile su smještene i terme. Također se na području antičke Siscije pretpostavlja postojanje javnih građevina namijenjenih za zabavu stanovništva, kao što su primjerice teatar i amfiteatar. U vrijeme zapovijedanja vojskovođe Tiberija, koji će kasnije postati rimski car, Siscija je bila sjedište rimskih legija u Velikom ilirskom ustanku.
Na sjevernom ulazu u Sisciju pronađen je urušeni dio zida, udaljen oko 10 metara južno od potvrđenog položaja gradskih zidina. Rezultati 
arheoseizmologije ukazuju da je dio Siscije bio urušen početkom 3.stoljeća kad je ovo područje pogodio veliki potres, čak i veći od posljednjeg velikog potresa koji se dogodio 29. prosinca 2020. godine koji je iznosio potres magnitude 6,4 ML i koji se kretao približno istim rutama.
U doba cara Dioklecijana, rimska provincija Panonija podijeljena je 297. na četiri dijela, a Siscija koja je bila dio 
Pannonia Prima, postaje glavnim gradom provincije Pannonia Savia (Savska Panonija).
Rimski kultovi i religijski sakramenti koji su pronađeni na prostoru Siscije pokazali su štovanje orijentalnih  bogova poput Mitre, Cautesa, Atisa i Izide, Silvana (Pan), raznih nimfi, te već poznatih grčko-rimskih bogova Zeusa, Hermesa, Aresa, Herkula, Viktorije, Merkura, Jupitera, Atene, Cicere, Dijane, Junone i dr. Osim religijskih sakramenata pronađeni su portreti i statue Septimija Severa i Flavije Plautile, Kerakline žene.
Siscija kao najveći trgovački centar na ovom području okupljala je razne starosjedioce i doseljenike koji su razvijali trgovačke, kulturološke i ostale odnose. U artrfaktima pronađenim na području Siscije zapisana su njihova imena, pa čak kod nekih i kojim su plemenima pripadali poput Gala, Kelta i dr.
U 19. stoljeću su graditelji kolodvora i željezničke pruge bez ikakve arheološke osviještenosti namjerno rušili debele bedeme i ceste rimske Siscije da bi dobili građevinski materijal.
Arheološka istraživanja s kraja 20. i početka 21. stoljeća donijela su na vidjelo i dijelove gradskih zidina, osobito njihov krajnji sjeverni i južni dio. Iz toga su razdoblja poznati tlocrti mnogih građevina koje se nalaze ispod današnjeg središta grada, a u Gradskom muzeju, kao i u privatnim zbirkama Siščana mogu se naći brojne kovanice, geme i »rimske cigle«, kao i dijelovi keramičkih posuda.
U studenom 2013. prigodom radova na kolodvoru Sisak nađeni su važni arheološki ostatci rimske Siscije koji su potvrdili da je sisački kolodvor podignut na prostoru reprezentativne rimske javne arhitekture. To su ostatci rimske stambene arhitekture, ali i pokretni nalazi od kojih je najznačajniji rimski kapitel kakav već dugo nije pronađen u Sisku.
Zadnjeg tjedna lipnja 2014. arheolozi su u Sisku otkrili nalazište iz vremena starog Rima toliko vrijedno da se razmišljalo o preseljenju kolodvora, kako bi se vrijedno nalazište sačuvalo i trajno predstavilo javnosti. Otkrili su glavnu prometnicu grada Siscije čija trasa ide pravcem sjever - jug. Široka je pet metara, popločana kamenom, i opremljena rubnjacima, odvodima i kanalizacijskim cijevima. Datira iz 4. stoljeća. Uz cestu su arheolozi pronašli mnogo kovanica koje se većinom iskovane u siscijskoj kovnici novca, te puno keramike, alata, nakita. Na mjestu današnjeg kolodvora, uz cestu su pronašli sjeverni kraj velikog trga iz 4. stoljeća popločanog kamenim pločama. Otkriven je forum dužine 70 metara, i na njegovom istočnom kraju nekoliko kamenih stuba, koje vjerojatno spajaju susjedni viši dio trga. Još nije utvrđeno koliko se trg proteže ka jugu. Smatrali su da se proteže vjerojatno ispod autobusnog kolodvora i parka. Iskopani su i ostatci jedan metar širokih kamenih zidova zgrada iz 1. i 2. stoljeća, te zid debljine 1,45 metara. Još nije utvrđena namjena tih zgrada no zacijelo su bile javne namjene, s obzirom na debljinu zida.
20. kolovoza 2019. prigodom kopanja temelja za buduću stambenu zgradu u središtu Siska, pronađeno je na manje od metar dubine novo bogato arheološko nalazište iz vremena rimske Siscije. To se moglo očekivati jer se granice starorimske Siscije označene gradskim bedemom podudaraju sa središtem današnjeg Siska. Nađeni su očuvani temelji i zidovi luksuzne stambene zgrade, kroz povijest u više navrata dograđivane i pregrađivane. Starorimski graditelji su za gradnju koristili rimsku ciglu i kamen i žbuku. Pronađeni su dijelovi mozaika. Zbog toga što su nalazi bili vrlo plitko i time dostupni, u srednjem vijeku su vadili građevinsko tvorivo s ove lokacije, što dokazuju pronađena oruđa koja su ostala. Tu su i ulomci keramike, neki metalni predmeti i kovani novac. Obrađeno je nalazište do dva metra dubine.

### Kršćanstvo i Srednji vijek
Kršćanstvo se rano javlja u ovom području. U Sisciji je već krajem 3. stoljeća sjedište biskupije. Prvi nama poznati biskup bio je Kvirin, koji je bio biskup od 284. do 303., a za vrijeme Dioklecijanovog progona kršćana uhvaćen je i mučen. Na koncu je bačen u rijeku Sibaris (mađ. Gyöngyös) u današnjoj Mađarskoj. Sv. Kvirin je zaštitnik grada Siska, a njegov je blagdan, 4. lipnja,  Dan grada.

### Siscija za vrijeme rimskih federata
Oko 374. Panoniju su pljačkali Sarmati i Kvadi, 378. je rimska vojska doživjela poraz kod 
Hadrijanopolisa, a 379. dozvolom cara Gracijana unutar rimske provincije Panonije su se naselile prve skupine barbarskih naroda – Gota, Alana i Huna.
Sveti Jeronim iz 4. stoljeća, koji je bio rođen na današnjem teritoriju  
Republike Hrvatske, u gradu Stridonu na granici između rimskih provincija Dalmacije i Panonije ostavio nam je zapis o tadašnjim zbivanjima: «Prošlo je dvadeset i više godina, kako se između Konstantinopolisa i Julijskih Alpi dnevno prolijeva rimska krv – Dalmaciju, i obje Panonije pustoše, uništavaju i pljačkaju Goti, Sarmati, Kvadi, Alani, Huni, Vandali, Markomani.»
Vizigoti su živjeli na teritoriju današnje Bugarske, jer su pobjegli pred Hunima na južnu obalu Dunava pod vodstvom Fritigerna, a po dopuštenju rimskog cara Valensa.
Sporazumom sklopljenim 381. godine između Teodozija i Atanarika Vizigoti su postali „federati“ - rimski saveznici koji su služili u redovima rimskih legija, a zauzvrat im je bilo dozvoljeno naseljavanje na području Rima uz veliku razinu autonomije. Alarik I. bio je prvi germanski vođa koji je osvojio Rim. Smatra se da su njegovi pohodi u Italiju vođeni iz Siscije, jer je izgrađena kao garnizon i opskrbni centar.
Ugovorom 432. godine između istočnog cara Teodozija II., pošto se Zapadno Rimsko Carstvo odreklo ove provincije, i vojvode Aecija ugovoreno je da Savia pripadne Aeciju. U Panoniju provaljuju  Huni sa svojim vazalskim plemenima Alana, Sveva, Vandala,  Herula i
Ostrogota i drugih plemena koje su predvodila braća (po rodbinskim vezama) Valamir, Videmir i posljednji 
Theodemir, koji je bio oženjen kršćankom Ereleuvom i slabljenjem Huna potpisao ugovor sa Leonom I.. Najbrojnije germansko pleme oko Siscije i riječnim područjima Save i djelomično  Kupe bili su Svevi (Suavi), sjeverno preko rijeke Drave nastanili su se Makromani i Langobardi, na istoku uz Dunav Heruli, južno su bili smješteni ostaci plemena 
Vizigota.
Suavi kojima je vladao kralj Hunimund' (dux Suavorum) saveznik Gepida protiv Huna i saveznik Skira protiv Ostrogota, doživjeli su poraz od Theodimira zbog konstantnih pljačkaških pohoda na području Dalmacije, no ubrzo kasnije Theodimir im dopušta naseljavanje njihovih starih naseljenih područja pod ostrogotskom vlasti. Istočno carstvo 455. godine dopušta Ostrogotima da se tu nasele kao federati, gdje se kao vladar Savske Panonije i Siscije spominje Teodorika, kralja Ostrogota (između 507.i 511.) i kasnije gotskog comesa (namjesnik Dalmacije i Savije) Osuina (526.).
U turbulentnim događanjima tih vremena sve se manje spominje ova provincija, a posljednje spominjanje Savske Panonije i Siscije se javlja 530. godine na crkvenom skupu u Saloni, kao njenog predstavnika biskupa Ivana (Johannes), a tri godine kasnije opet na koncilu pojavljuje se novi biskup Siscije Konstancije (Constantius). Još jedno spominjanje 546. godine langobardskog kralja  Audoina, člana Gauske dinastije (nakon svrgavanja Walthariusa, člana Letingske dinastije) dok je radio kao regent u ime maloljetnog Vakonovog sina u Savskoj Panoniji, Langobardi su također bili naseljeni na ovo područje kao federati u vrijeme cara Justijana. Savezništvo Langobarda i Bizanta potpisano je prvenstveno da langobardsku vojsku u oslobađanje Italije od Ostrogota.
Zanimljivo da je sama Siscija kao središte Savske Panonije prvenstveno Vizigotima, Ostrogotima,a potom Langobardima i drugim germanskim plemenima bila izričito zanimljiva zbog arijanskog oblika 
krsćanske crkve.[nedostaje izvor]
U 4. stoljeću počeo je blijediti sjaj Siscije, a nakon propasti Rimskog Carstva potpuno je zapuštena, prolascima Huna, Gota,  Longobarda, Avara i drugih plemena.
Oko 600. grad su razarali Avari i Slaveni, ali se život ipak nastavio tijekom VI. i VII. st., o čemu svjedoče bizantski i avarsko-slavenski nalazi. U IX. st.[nedostaje izvor]

### Panonska Hrvatska
Prema djelu O upravljanju carstvom bizantskog cara Konstantina VII. Porfirogeneta iz 10. stoljeća navodi se da je Hrvate u Dalmaciju pozvao bizantski car Heraklije u 7. stoljeću kako bi iz nje istjerali Avare, što je uspješno sprovedeno. Vojnomir se navodi kao prvi pisani borac protiv Avara na prostoru Donje Panonije.
Dolaskom Hrvata u 7. stoljeću grad se ponovo budi i raste, a hrvatski knez Ljudevit Posavski ovdje stoluje početkom 9. stoljeća, utvrđuje grad, te se od 819. do 822. bori se protiv Franaka.
Osim Ljudevita koji je u početku bio franacki vazal do pobune, od znanih knezova iz Siska su vladali 
Braslav kao franački vazal i Ratimir kao bugarski vazal. Zanimljivo je da se knez Pribina iz Nitre (Nitranska kneževina) skrivao kod kneza Ratimira.
Padom panonske hrvatske kneževine Sisak i međurječje Save i Drave postaju bojnim poljem Mađara i južnih knezova, da bi već za Tomislavove vladavine Sisak ušao u sastav novonastale Kraljevine Hrvatske, što potvrđuju spisi sa splitskog crkvenog sabora. Nakon toga dijeli sudbinu s ostatkom Hrvatske, te nakon turbulentnih događaja s kraja 11. i početka 12. stoljeća i uspostave personalne unije dolazi pod vlast hrvatsko-ugarskih kraljeva.
Nema točnih podataka o trenutku kad je prestala postojati Sisačka biskupija (premda nikad nije službeno ukinuta), no pretpostavlja se da je to bilo tijekom 10. stoljeća, te će 1094. osnivanjem Zagrebačke biskupije Sisak postati feudalni posjed zagrebačkog biskupa, koji će ga potom, 1215., pokloniti Zagrebačkom kaptolu. U vrijeme hrvatsko-ugarskog kralja Bele IV. Sisak dobiva status gradske općine s gradskom upravom i sudom. Sisak se otada razvija kao trgovište i sjedište županije, čijeg je župana Kaptol birao svake godine na Lovrijenčevo. 
Ugarski kraljevi time smanjuju utjecaj grada i većim ovlastima grada Zagreba utvrđuju svoj značajan strateški utjecaj prema hrvatskim plemenima nakon bitke na Gvozdu 1097. godine. Iz Zagreba, u to vrijeme imena Agram, strateški su lakše utjecali i kontrolirali ovim područjem (između Save i Drave), Kupskom krajinom, Pounjem, Sanskom krajinom, gorskim predjelima, primorju i naposljetku Dalmacijom. 
Hrvatska u personalnoj uniji s Mađarskom postaje potvrđenim ugovorom Pacta conventa. Prema predajama i legendama koje povezuju ime grada, jedna je da je naziv grada dobio po mađarskoj riječi šìšāk koji označava pokrivalo koje štiti glavu od jakih udaraca ili ozljede od oružja točnije, kaciga ili šljem. Druga predaja je da dolazi od riječi šiške.
Sisak (Siscia) je obilježen na srednjovjekovnim kartama svijeta, Ebstoforskoj iz 1235. i Hereforskoj iz 1280. godine.

### Borbe s Turcima
1591. godine turski sultan Murat III. imenuje Hasan-pašu Predojevića bosanskim beglerbegom, a upadi Turaka prema zapadu, pa i prema Sisku i Turopolju, sve su češći. Nakon pada Bihaća, Sisak dolazi u nezavidan položaj. Uskoro su se Turci, njih oko 12.000, počeli okupljati kod Petrinje čije su zidine bile spaljene odlukom Hrvatskog sabora, a kršćansku vojsku, koja se sastojala od oko 5.000 Hrvata, Nijemaca i Slovenaca, predvode ban Toma Erdödy, vojvode Ruprecht Eggenberg, Andrija Auersperg, Paradeiser i Roden.
U sisačkoj tvrđavi (danas se naziva i Stari grad), što je već ranije izgrađena uz pomoć građevinskog materijala iz stare Siscije, nalazilo se svega 800 branitelja koje su predvodili kanonici Blaž Đurak i Matija Fintić. 22. lipnja 1593. odigrala se velika bitka u kojoj je poginuo sam Hasan-paša Predojević, kao i veliki dio njegove vojske. Ova je bitka bila prekretnica koja je naznačila zaustavljanje turskog prodiranja dalje u Europu, a imala je i osobiti psihološki utjecaj, jer je njome po prvi puta nakon Krbavske bitke uspostavljena ravnoteža na hrvatsko-turskoj granici. Europu je ubrzo obišao i tiskani letak na kojem je bila prikazana prva velika pobjeda ujedinjenih kršćanskih snaga Srednje Europe protiv turske vojske, a zapovjednike kršćanske vojske pohvalili su papa Klement VIII., njemački car Rudolf II. i španjolski kralj Filip II.
Nedugo nakon pobjede, kršćanske snage kreću dalje u napad na obližnju tursku utvrdu Yenikale (današnju Petrinju), no Hasan-paša, sin velikog vezira Mehmed paše Sokolovića, konačno pristiže 24. kolovoza i već isti dan prelazi Kupu i 30. kolovoza Turci osvajaju Sisak. Sisak, sada turski grad se obnavlja te uz obližnju Petrinju predstavlja bazu iz koje Turci prodiru sve do okolice Zagreba odakle kanonici u panici bježe s riznicom Zagrebačke županije u Bolonju. No Hasan-paša dobiva hitnu poruku da krene prema Ugarskoj, gdje se već uputio Sinan-paša, te ostavlja grad slabo branjen. To iskorištava Toma Erdödy i 21. srpnja 1594. pravi pontonski most kraj Petrinje, gdje uskoro dolazi četvrti sin Maksimilijana II., Maksimilijan III., nadvojvoda s 1000 konjanika te mjesec dana opsjedaju Petrinju. U bezizlaznom položaju, 10. kolovoza turski branitelji Petrinje i Siska bježe prema Kostajnici, pri čemu su prije povlačenja zapalili Sisak. Isti dan, u prazan grad ulaze kršćanske snage i započinju popravak.

### Urbani razvoj 18. i 19. stoljeća
Povlačenjem Turaka iz ovih krajeva, početkom 18. stoljeća, prestaje i dugotrajna stagnacija u razvoju grada. Ponovno se otvaraju trgovački putovi, a grad postaje sve značajniji kao riječna luka. Upravo će riječno brodarstvo postati njegovim simbolom.
U 18. i 19. stoljeću grad je podijeljen rijekom Kupom, te se njegov život odvija u dva odvojena naselja, koja međusobno nisu imala mnogo veza. S lijeve obale Kupe nastavlja se razvijati Civilni Sisak (nazivan kasnije i Stari Sisak) koji još uvijek pripada Kaptolu, a s desne obale rijeke raste Vojni Sisak (nazivan i Novi Sisak ili Prečki Sisak) koji je bio pod upravom Banske krajine. Ta je razdvojenost trajala sve do 1874. godine.
Na početku ovog razdoblja Sisak je maleno naselje, a stanovništvo živi u drvenim kućama tipičnog pokupskog stila gradnje, smještenim uz obalu Kupe, koja je prvi izvor zarade, zbog luke, ali i zbog splavarenja i ribolova. Prva zidana građevina, nakon zidanja Starog grada u 16. stoljeću, sada je župna crkva sv. Križa, na mjestu gdje su nekad završavale južne zidine stare Siscije i gdje je u rimsko doba bio gradski forum.
29. listopada 1838. Kaptol zagrebački donosi povelju kojom Sisak postaje slobodno trgovište sa svojim statutom, pečatom i grbom. Već od 1828. Sisak ima i svoju urbanističku sistematizaciju koja počiva na regulatornoj osnovi grada što ju je izradio arhitekt Ivan Fistrović. Taj je plan predviđao nastavak rasta grada prema rasteru ulica koje su u temelju počivale na rasporedu ulica drevne Siscije. Stoga će i ostaci Siscije ostati zakopani ispod kasnijeg grada, a do saznanja o njima dolazit će se postupno prilikom kasnijih građevinskih radova. Fistrovićev plan ulica predviđa četiri uzdužne ulice (sjever-jug), koje prate obalu Kupe. Bez obzira na njihove kasnije nazive, koji su se mijenjali s političkim promjenama, Siščani ih uvijek zovu jednostavno Prva, Druga, Treća i Četvrta ulica (brojeći od Kupe). Ove su četiri ulice međusobno povezane uz pomoć više poprečnih ulica.
Uz obalu Kupe počinju rasti žitna skladišta, ali i ostale trgovačke zgrade, koje će bitno odrediti izgled i današnjeg grada. Trgovci su se međusobno natjecali, ne izgledom svojih kuća, nego izgledom i kvalitetom gradnje skladišta, te će ona postati gotovo statusni simbol. Tek će se nakon toga misliti na izgradnju gradskih palača, a grade ih opet imućni trgovci koji su u svemu imali odlučujuću ulogu u gradu. U gradu se povećava i broj gostionica i svratišta. Tako krajem 18. i početkom 19. stoljeća postoji Stara ili Rimska pivnica s velikim podrumom, potom zidana mala krčma na kat - današnja gostionica Lovački rog u Kranjčevićevoj ulici, te drvena krčma na mjestu Velikog Kaptola i gostionica Mali Kaptol. 1832. otvoreno je i veliko zidano svratište Veliki Kaptol. U blizini željezničkog kolodvora otvara se hotel »Toplak«, te svratište »Lloyd« uz pristanište na Kupi. U Vojnom Sisku postojao je hotel »K caru austrijanskom.«
Od polovice 19. stoljeca intenzivno se razvija čemu pridonosi obrtnička proizvodnja, riječna trgovina i industrijalizacija te razvitak željezničkog prometa. Povoljni prometni položaj, blizina velikog broja radne snage, blizina Zagreba kao gospodarskog i političkog središta, te niz lokalnih prirodnih resursa poput kvalitetne gline i drvne mase pridonijeli su usponu Siska. Intenzivni razvitak u takvim situacijama privlači stanovništvo iz raznih krajeva države, zbog čega je Sisak postao lonac za taljenje u koji su došli stanovnici iz raznih dijelova Austro-Ugarske Monarhije, što se poslije nastavilo i u Kraljevini SHS, te Jugoslaviji.
Holandska kuća je građena polovicom 19. stoljeća i jedno je od posljednjih velikih skladišta koja su u to vrijeme izgrađena u gradu. Kuća se nalazi u glavnoj gradskoj ulici grada Siska i svojim specifičnim pročeljem razlikuje se od ostalih objekata. Upravo prema tom pročelju dobila je i naziv „Holandska kuća“. Donji dio kuće služio je kao trgovački prostor, dok je gornji dio služio kao skladište. Ima jednostavan pravokutan tlocrt, masivno zidani podrum i četiri kata s otvorenom drvenom međustropnom konstrukcijom. Očuvana gredna konstrukcija prostoru daje izraziti ambijentalni ugođaj.
Prvi drveni most na rijeci Kupi izgrađen je tek 1862., a kad je preopterećen prometom dotrajao, zamijenio ga je 1934. zidani most, koji će postati jedan od simbola grada, a Siščani će ga nazvati Stari most. U vrijeme kad je beton već bio u širokoj uporabi, ovaj je most izgrađen od tradicionalnih sisačkih materijala, kamena i opeke, te se ističe svojim skladnim oblicima.
Godine 1874. konačno su ujedinjeni Civilni i Vojni Sisak pod jedinstvenu upravu, a prvi gradonačelnik jedinstvenoga i otada slobodnog kraljevskog grada bio je ugledni trgovac Franjo Lovrić. Kroz 25 godina svoga gradonačelnikovanja postao je jedna od najomiljenijih osoba u gradu, a Sisak je od trgovačko-obrtničkog središta uspio dovesti do suvremenog izgleda i do kontura koje su u središtu grada i danas prepoznatljive. Krajem ovog razdoblja počinju se razvijati i gradski parkovi, od kojih je najstarije Šetalište Vladimira Nazora iz 1876., a slijedio ga je park na Trgu Ljudevita Posavskog iz 1885.
1862. izgrađena je i 1. listopada iste godine puštena u promet prva željeznička pruga u Hrvatskoj, koja je povezivala Sisak i Zidani Most, a suodnos riječnog i željezničkog prometa postaje pretpostavka snažnog industrijskog razvoja grada.

### Industrijski razvoj u 20. stoljeću
Početkom 20. stoljeća Sisak se može nazvati industrijskim gradom. Načinom na koji su se iz ugarskih interesa razvijale Mađarske željeznice, Sisak je ostao izvan glavnih prometnih tokova, što je oslabilo položaj trgovine, ali i dovelo do značajnog razvoja industrije. Industrijska postrojenja, koja su osobito nikla nakon Prvog svjetskog rata, građena su izvan stare gradske jezgre, a osobito na Capragu, gdje se smješta postrojenje Shella, a u blizini i ono za preradu željeza. Oko njih su ubrzo izrasla i prigradska naselja, koja se načinom izgradnje bitno razlikuju od dotadašnje slike Siska.
Stoga tek nakon završetka Prvog svjetskog rata slijedi intenzivan razvoj teške industrije poput Rafinerije i Talionice. Tijekom Prvog svjetskog rata Sisak je bio sjedište 27. domobranske pješačke pukovnije kojom je zapovjedao pukovnik Alojz Petković, a bila je uključena u 42. domobransku pješačku diviziju poznatom kao "Vražija divizija", pod zapovjedništvom general-pukovnika Stjepana Sarkotića. Uz to u Sisku je djelovalo pet bolnica koje su prihvaćale brojne ranjenike s bojišnica.
Međuratno razdoblje grada Siska obilježeno je političkim previranjima i obračunima između sljedbenika vladajuće dinastije Kraljevine SHS i njenih protivnika, gdje dolazi do većeg incidenta i prvog pokušaja atentata na Stjepana Radića kojeg je izveo Petar Teslić član Demokratske stranke. Nakon toga incidenta u tamnicu je zatvoren Radić zbog svog govora, a ne Teslić. Kažnjavanja su nastavljena prema frankovcima, pravaškim, komunističkim i ostalim sljedbenicima koji su se suprotstavljali tadašnjoj diktaturi.
Drugi svjetski rat nije zaobišao ni Sisak, gdje je 22. lipnja 1941. osnovan i prvi partizanski odred na području SFR Jugoslavije (vidi: Dan antifašističke borbe). Prvih noći travnja 1941. srušen je spomenik kralja Petra Karađorđevića, a za taj čin osumnjičeni su sisački komunisti i takozvani „frankovci“ (kasnije su se prozvali ustašama), jer bili istih namjera u odnosu na Kraljevinu Jugoslaviju. Kratko su zajedno bili u zatvoru i u vremenu travanj – lipanj između sisačkih komunista i ustaša nije bilo nekih većih problema zbog pakta Hitlera i Staljina. Hitlerovim napadom na SSSR nastaju ozbiljni problemi i komunisti se odlučuju povući u ilegalnost. Odlučili su da mjesto skrivanja bude Žabenska šuma, a oružje su skrili u potkrovlju kapele sv. Fabijana u selu Vurotu. Dva skloništa su uspostavili ondje, u šikaru gdje su se sklonili Vlado Janić i Marijan Cvetković i poslije Nada Dimić, a pola kilometra dalje u Malom Kolićevcu desetak ustanika na čelu s Mikom Špiljkom. Kratko ih je posjetio i Ivan Rukavina. Drugo skrovište je otkriveno pa ih je 22. srpnja napala vojska NDH.
U Sisku je tijekom rata postojao logor za djecu. Riječ je bila većinom o djeci s Kozare, koja su u tom logoru sabirana do njihova prebacivanja na druge lokacije. Mnoga su od te djece, zbog neljudskih životnih uvjeta, zbog nedostatka hrane, vode i liječničke skrbi, u tom logoru izgubila život. Brojni Siščani, unatoč opasnosti zbog ustaških vlasti, obilazili su logor donoseći hranu, mlijeko i vodu. Pred kraj rata grad su bombardirali Saveznici, a osobito njegova prigradska naselja, željezničku prugu i industrijska postrojenja koja su gotovo u potpunosti uništena. Nijemci su, prilikom povlačenja, namjeravali srušiti i Stari most, no nekoliko je Siščana omelo tu njihovu nakanu.
Nakon Drugog svjetskog rata Sisak je potpuno industrijalizirani grad, čija ekonomija najviše ovisi o industrijskoj proizvodnji. Nakon rata započela je ubrzana obnova i industrijalizacija grada, a glavne grane ostaju metalurška, naftna, kemijska, prehrambena i drvna industrija. Veliku važnost i dalje ima sisačka luka. U vrijeme Hrvatskog proljeća u Sisku je bila izuzetno živa politička aktivnost, jer su u gradu bili moćni pripadnici obiju strana. Općenito su »proljećari« bili okupljeni oko Rafinerije i njezine uprave, a njihovi protivnici oko Željezare, što je u određenoj mjeri odražavalo i nacionalnu strukturu zaposlenih u tim poduzećima.

### Domovinski rat
U Domovinskom ratu ponovno su došla pod udar industrijska postrojenja, osobito sisačka Rafinerija, ali i stambene zgrade i crkve, a mnogi su Siščani poginuli. U gradu je svoje sjedište imala postrojba »Gromova« koja danas imaja sjedište u petrinjskoj vojarni »Pukovnik Predrag Matanović«. Petrinja, udaljena tek nešto više od 10 km, bila je okupirana, a Sisak je bio pod gotovo neprekidnom općom opasnosti.
Najznačajnije brigade organizirane sa sisačkog područja koje su djelovale od samog početku rata bile su 57. brigada HV "Marijan Celjak", 55. lad PZO i 120. brigada ZNG RH - HV ''Ban Toma Bakač'', 1.riječni zdrug - Riječna Ratna Flotila (RRF) Sisak, 6. Topnički divizijun Sisak, te ostalih postrojbi sa sisačkog područja i područja same županije. Hrvatski generali Mate Laušić i Janko Bobetko rođeni su na sisačkom području, dok je na svečanoj akademiji u povodu Dana branitelja grada Siska ogulinečki general u mirovini Petar Stipetić proglašen počasnim građaninom Siska, dobivši pritom povelju za osobite zasluge u obrani Siska i domovine Hrvatske. Povelja mu je dodjeljena 2. rujna 2017. godine u bivšoj vojarni JNA „Barutana”, prvom objektu JNA koji su zauzele hrvatske snage (3. rujna 1991.).
Na sisačkom području nakon "Barutane" hrvatske snage su vrlo brzo zauzele i radarsku bazu "Šašna greda", te raketnu bazu "Žažina".
U društvenom dom u Odri Sisačkoj ustrojena je prva desetina Vojne policije. Zbog uočenih potreba osiguranja vojničkog reda i stege te provođenja ostalih vojnopolicijskih poslova, inicijativu za osnivanje postrojbe dao je tadašnji dozapovjednik 57. samostalnog bataljuna Marijan Celjak, a provedbu te zadaće preuzeo je tadašnji referent sigurnosti Željko Sklepić.
Jezgru prve postrojbe Vojne policije činilo je deset pomno odabranih pripadnika koji su tih prvih ratnih dana već bili prepoznatljivi i dokazani na bojišnici te su svojim savjesnim i odgovornim izvršavanjem zadaća imali potencijal postati vojni policajci.
Sisak je bio jedno od središta izrade improviziranih oklopnih vozila tipa GJ-800B, popularno zvanim "šparetima". 
U travnju 1992. upućen je u Hercegovinu kao pomoć Hrvatskom vijeću obrane. 
U jesen 1993. kod Konjica ga je zarobila Armija Republike Bosne i Hercegovine.
Po uzoru na sisačke oklopne GJ-e, dva su vozila tog tipa u ljeto 1992. oklopljena u trogirskom brodogradilištu za HVO Livno.  
Sačuvan je samo jedan, petrinjski (nije oklopnjen u JANAF-u, već predan radnoj skupini ZNG Petrinja) oklopni GJ-800B. Nalazi se u izložbenom postavu Domovinskog rata Gradskog muzeja Sisak u nekadašnjoj vojarni “Barutana”.
Prve brigade koje su koristile "šparete" su bile 57. brigada HV "Marijan Celjak" i 2. mehanizirana gardijska brigada "Gromovi".

### Prihvat izbjeglica
Tijekom Domovinskog rata grad Sisak i okolica prihvatili su otprilike 15.000 do 20.000 izbjeglica te je tih godina bio najveći broj stanovnika, no zbog ratnih stradavanja nije bio moguće napraviti točan popis u to vrijeme. 
Na dan 7. rujna 1991. samo u gradu Sisku evidentirano je 4500  izbjeglica iz napadnutih i okupiranih dijelova Banovine i to je prvi zabilježen veći val izbjeglica na području grada. 
U to vrijeme teške borbe vodile su se na području Petrinje, sjeverno od Gline, Topuskog, Kostajnice, Sunje i drugih dijelova južno od grada. Uskoro su sva ova mjesta (osim Sunje) pala u ruke pobunjenih četnika koji su na okupiranim dijelovima počinili niz velikih masakra nad Hrvatima, što je dovelo do masovnijeg prihvaćanja izbjeglica i težeg evidentiranja.
Tijekom turbulentnih ratnih događanja u 
Hrvatskoj, Bosni i Hercegovini i političkih događanja na prostoru bivše 
Jugoslavije  broj izbjeglica u gradu Sisku se povećavao. Grad Sisak je prihvaćao izbjeglice svih nacionalnosti iz svih krajeva bivše države. 
Masovi dolazak ljudi, kako izbjeglica tako i vojske s različitih područja, doveo je do nekontroliranog održavanja sigurnosti, te broja ubojstava ljudi na području grada. Žrtve ovih zločina bile svih nacionalnosti od Hrvata, Bošnjaka, a najviše Srba.

### Nakon Domovinskog rata
Poslije Domovinskog rata grad se deindustrijalizira i postupno preobražava što je ostavilo negativne posljedice na njegov razvoj i položaj stanovništva.
5. siječnja 2018. godine zagrebačko Županijsko državno odvjetništvo je zbog raketiranja šireg područja Siska 1993. (10. rujna 1993.) i 1995., u kojima je u ubijeno osmero civila i pogođeno više civilnih objekata, u čijoj blizini nije bilo legitimnih vojnih ciljeva, pokrenulo istragu protiv šestorice visokih zapovjednika tzv. Srpske vojske Krajine: generala Milana Čeleketića kojemu se u odsutnosti već sudi i za raketiranje Zagreba 1995., Slobodana Tarbuka, ratnog zapovjednika petrinjskog garnizona, ranije pravomoćno osuđenog zbog zločina nad hrvatskim civilima na petrinjskom području, Ilije Isaka, zapovjednika 39. banijskog Korpusa tzv. Srpske vojske Krajine, pukovnika Žarka Gačića (10. prosinca 1994. Čeleketić je 40. kadrovskom centru Generalštaba VJ generalu Momčilu Perišiću uputio pismo s prijedlogom za unaprijeđenje pukovnika Gačića u čin general-majora VJ), Milorada Jankovića, zapovjednika 31. petrinjske brigade i Jovana Pavlice, zapovjednika Mješovitog artiljerijskog diviziona 31. petrinjske brigade.
U poslijeratnom razdoblju, kroz pretvorbu, prisutnost teške industrije u gradu nije olakšala tranziciju, te su mnogi ostali bez posla. Osobito je za to razdoblje karakterističan slučaj Željezare i višestruki pokušaji njezina spašavanja.

### 21. stoljeće
Dana 29. prosinca 2020. godine Sisak je pogodio potres magnitude 6,4 ML.

## Uprava
Gradsko vijeće je predstavničko tijelo građana i tijelo lokalne samouprave koje donosi akte u okviru djelokruga Grada, te obavlja druge poslove u skladu sa Zakonom i Statutom Grada Siska. Gradsko vijeće ima 22 vijećnika.
Predsjednik Gradskog vijeća je Tomislav Kralj
Prva potpredsjednica Gradskog vijeća je Ljiljana Slunjski
Drugi potpredsjednik Gradskog vijeća je Branko Kolarić

#### Vijećnici Gradskog vijeća Grada Siska
1. Đulija Adamović – SDP, HSS, SU
2. Ivor Boronjak – HDZ, HSU, HSLS, HSP AS
3. Barbara Brodarac Bionda  – HDZ, HSU, HSLS, HSP AS
4. Irena Bušić – HDZ, HSU, HSLS, HSP AS
5. Robert Grubec – SDP, HSS, SU
6. Kristina Ikić Baniček – SDP, HSS, SU
7. Davor Ivić – HDZ, HSU, HSLS, HSP AS
8. Branko Kolarić – HDZ, HSU, HSLS, HSP AS
9. Tomislav Kralj – HDZ, HSU, HSLS, HSP AS
10. Marko Krička – SDP, HSS, SU
11. Marko Lončar – HDZ, HSU, HSLS, HSP AS
12. Miša Majkić Vukčević – SDP, HSS, SU
13. Tomislav Milnović – HDZ, HSU, HSLS, HSP AS
14. Igor Papeš – HDZ, HSU, HSLS, HSP AS
15. Filip Pjerobon – SDP, HSS, SU
16. Edin Safić – SDP, HSS, SU
17. Zoran Sertić – Grupa birača nositelja kandidacijske liste Zorana Sertića
18. Anita Sinjeri-Ibišević – HDZ, HSU, HSLS, HSP AS
19. Ljiljana Slunjski – HDZ, HSU, HSLS, HSP AS
20. Dubravka Šebek – HDZ, HSU, HSLS, HSP AS
21. Vesna Štengl – HDZ, HSU, HSLS, HSP AS

Gradonačelnik ima jednog zamjenika. Trenutno dužnost gradonačelnika obnaša Domagoj Orlić (HDZ), dok mu je zamjenica Sanja Mioković (HDZ), od 23. svibnja 2025. godine.
Područje Grada podijeljeno je na pet gradskih četvrti i 32 mjesna odbora.

## Gradska naselja
Sisak se sastoji od 35 naselja: Blinjski Kut, Budaševo, Bukovsko, Crnac, Čigoč, Donje Komarevo, Gornje Komarevo, Greda, Gušće, Hrastelnica, Jazvenik, Klobučak, Kratečko, Letovanci, Lonja, Lukavec Posavski, Madžari, Mužilovčica, Novo Pračno, Novo Selo, Novo Selo Palanječko, Odra Sisačka, Palanjek, Prelošćica, Sela, Sisak, Stara Drenčina, Staro Pračno, Staro Selo, Stupno, Suvoj, Topolovac, Veliko Svinjičko, Vurot i Žabno.

## Gospodarstvo
Industrija u razvoju Siska ima veliku ulogu. Tu je INA d.d. - Rafinerija nafte Sisak, CMC Sisak d.o.o. (nekadašnja Željezara) te ostala industrijska postrojenja. Ovakva značajna uloga industrije u gradu uvjetovala je i profiliranje školstva i smjer cjelokupnog razvoja grada.

### Velike tvrtke
- Rafinerija nafte Sisak nalazi se u dijelu grada koji se zove Caprag, uz desnu obalu Kupe, u blizini njenog utoka u Savu. Dio je poslovnog sustava INA - Industrija nafte, a godišnje je mogla preraditi oko 4 milijuna tona nafte. Danas prerađuje oko 2 milijuna tona nafte. Rafinerija koristi izuzetno povoljan geostrateški položaj Siska, transportne puteve, plovne rijeke i naftovod. Prvih godina 21. stoljeća vode se intenzivni pregovori između grada i Rafinerije o zaštiti okoliša, a osobito o smanjenju zagađenja zraka.
- Nekadašnji industrijski kombinat Željezara Sisak. Preteča Željezare Sisak bila je Talionica Caprag (1938.) nastala prema ideji ing. Miroslava Tomca (1897. – 1941.), a čiji je osnivač i financijer bilo Rudarsko udruženje Talionica Caprag. Utemeljitelji i početni vlasnici Rudarskog udruženja Talionice Caprag bili su: trgovac (zakupnik soli) i gospodarstvenik Vladimir Radan (1893. – 1988.), zagrebački urar i pučki književnik Janko Matko (1898. – 1979.) i Miroslav Tomac, ing. metalurgije. Nedugo zatim, J. Matko se povukao iz toga posla, tako da je cjelokupno financiranje Talionice Caprag preuzeo V. Radan, a ing. M. Tomac ulagao je bogato stručno znanje i veliko metalurško iskustvo. Početno ulaganje od 5 mil. tadašnjih din. do početka rada uvećalo za 2,4 mil. Din. zbog dodatnog ulaganja za investicijsku opremu i postrojenja. Talionica Caprag bila je četvrta po veličini, a treća po godišnjem kapacitetu (25 kt sirovog željeza) u Kraljevini Jugoslaviji, ali je bila najveća talionica u Banovini Hrvatskoj. Tijekom II svj. rata Talionica Caprag je proizvodila blizu 70 t sirovog željeza. Završetkom II. svj. rata u Talionici Caprag zatečeno je 7,76 kt bijelog i 300 t sivog sirovog željeza uz 34 zaposlenika. Analiza je pokazala da je za aktiviranje talionice potrebno najmanje 350 zaposlenika. Vremenom je rasla proizvodnja tako da je već 1947. godine proizvedeno 27,577 kt sirovog željeza (10,6 % više od planiranog). Rastao je i broj zaposlenika tako da je krajem 1947. iznosio oko 500 zaposlenih, te je iz tog razloga donesena odluka o izgradnji nove željezare u Sisku koja bi pratila ubrzani razvoj crne metalurgije u RH. Željezara Sisak, kao državno privredno poduzeće, osnovana je 31. listopada 1946. godine, a rješenjem saveznog ministarstva od 25. srpnja 1947. godine mijenja ime u Željezara Sisak-Sisak.[15] Tehnološki proces uključivao je masovnu proizvodnju koksa, sirovog željeza i čelika. Primarni, i u svijetu prepoznatljivi, proizvodi Željezare Sisak bile su šavne i bešavne cijevi. Karakterizirala ju je kontinuirana rekonstrukcija i modernizacija, sa željom proširenja proizvodnog asortimana, i poboljšanje sustava kvalitete gotovih proizvoda, bila je na 16. mjestu od 200 najvećih poduzeća u Jugoslaviji, prema časopisu “Ekonomska politika” u 1986. godini bila je najveća metalurška tvrtka u Republici Hrvatskoj i treći (iza Željezare Zenica i udruženih slovenskih željezara) i jedini proizvođač bešavnih cijevi u Jugoslaviji. Do kraja 1989. godine ukupno je zapošljavala 13 992 radnika i proizvodila oko 2,07 mil. t metalurških proizvoda (koks, sirovo željezo, čelik, cijevi itd), razvojem Željezare Sisak poboljšavao se društveno-kulturni život grada Siska, što je doprinijelo i urbanizaciji grada Siska gdje je 1939. godini u vrijeme otvaranja Talionice Caprag (preteče Željezare Sisak) u Sisku je živjelo 12 920 stanovnika, a 1991. godine živjelo je 45 792 stanovnika. Nažalost, Željezara Sisak odavno je nestala zbog više razloga (ratna stradanja, neuspješne tri privatizacije, nebriga nadležnih državnih institucija itd.), tako da je metalurška proizvodnja ostataka izvorne Željezare Sisak u 2019. godini svedena po proizvodnji čelika (69 kt) na razinu između 1955. (46,9 kt) i 1956. (82,5 kt) godine.[16]
- Segestica, tvornica alkoholnih i bezalkoholnih pića osnovana je 1918., a smještena je uz sam željeznički kolodvor i u blizini kupske luke.
- Radonja kemijska industrija Sisak bila je poznata tvornica kemijske industrije Hrvatske i Jugoslavije. Osnovana je Rješenjem Vlade NR Hrvatske od 10.09.1946. kao Tvornica vinske kiseline Zagreb. Već u 1947. donosi se odluka o preseljenju Tvornice u Sisak, u objekt Tvornice modre galice u izgradnji, na lokaciji u sjevernoj industrijskoj zoni Siska. Tvornica je počela s proizvodnjom početkom 1948. Nakon uhodavanja, tvornica uspješno posluje i brzo proširuje svoj proizvodni program. Prvo proširenje bilo je 1949., pripajanjem Tvornice kisika Sisak. Istovremeno tvornica mijenja ime i sada se tvornica zove Radonja tvornica vinske kiseline i kisika Sisak.

Proizvodni program se zatim proširuje s proizvodnjom artikala na bazi vinske kiseline (Eska i dr.).
Radonja 1956. ulazi u proizvodnju pomoćnih sredstava za gumarsku industriju i ditiokarbamata kao fungicida.
Radonji je 1957. pripojen pogon joda. Od tada tvrtka posluje pod novim imenom Radonja kemijska industrija Sisak. Ovo ime bilo je poznato kako u Jugoslaviji tako i širom svijeta.
Program se dalje proširuje usvajanjem proizvodnje cijele palete sredstava za zaštitu bilja. Prvo se usvaja proizvodnja organoživinih fungicida. U grupi proizvoda sredstava za zaštitu bilja, posebno se je razvila proizvodnja herbicida atrazina (sinteza i formulacija). Za ovu proizvodnju sagrađeni su novi suvremeni pogoni sinteze i formulacije kao i pomoćni energetski objekti. Sredstva za zaštitu bilja postala su osnovna proizvodna orijentacija Radonje. U proizvodnji sredstava za zaštitu bilja Radonja je zauzela vodeće mjesto u Jugoslaviji i postala značajni izvoznik. Za ovu proizvodnju poduzeće je razvilo suvremena tehnološka rješenje s vlastitim razvojnim službama.
Iz područja agrokemije proizvodi se i alkalno fosforno gnojivo „Pelofos“.
Radonja 1965. ulazi u proizvodnju test reagenasa, pomoćnih sredstava za potrebe kliničke dijagnostike. U tu svrhu sagrađena su dva proizvodna pogona.
Kao dopunski proizvodni program, tvornica proizvodi artikle kemije široke potrošnje.
Kao zamjena za napuštenu proizvodnju Pelofosa, Radonja ulazi u proizvodnju metalurškog cementa i hidrauličkog vapna te betonskog crijepa i pomoćnog praškastog građevinskog materijala.
Radonja je imala i značajnu proizvodnju Lignosan lazura i disperzivnih boja.
Radonja je raspolagala s kvalitetnim rukovodećim i stručnim kadrom koji je osmislio i razvio tvrtku koja je bila visoko akumulativna i sposobna da prati najnovija tehnološka rješenja tada poznata u svijetu. Radonja je svoje zlatne godine ispisala sedamdesetih i osamdesetih godina dvadesetog stoljeća.
Poslije 1988. dolazi do promjene rukovodstva te promjene poslovne politike. Također, 1992. tvrtka mijenja ime u Herbos d.d. za proizvodnju kemikalija i kemijskih proizvoda. Pod ovim imenom izvršena je netransparentna privatizacija, poslovanje se urušava, društvo ide u stečaj, a 2013. u likvidaciju.
- HEP - Termoelektrana Sisak nalazi se na području Čret, na desnoj obali Save, 4 km nizvodno od urbanog područja Siska. To je kondenzacijska termoelektrana s dva bloka ukupne snage 420 MW, a radi na teško lož ulje i plin. Proizvodi električnu energiju i tehnološku paru. Prvi je agregat izgrađen 1970., a drugi 1976.
- Mlin i pekare Sisak je poduzeće osnovano 1967. godine pod nazivom »1. maj Sisak«. Silosi u vlasništvu ove tvrtke kapaciteta su oko 30.000 tona žita. Osim skladištenja žita tvrtka se bavi i proizvodnjom i prodajom brašna te finalnih pekarskih proizvoda. Silosi i mlin nalaze se u blizini željezničkog kolodvora i kupske luke.
- Dunavski Lloyd - Sisak najveći je hrvatski riječni brodar, a sjedište mu je uz sisačku luku na Kupi. Bavi se prijevozom robe europskim rijekama.

### Poslovne zone
Od kraja 2005. godine u gradu djeluje i poduzeće u vlasništvu grada »Poslovne zone«, čija je svrha osigurati pretpostavke za razvoj gospodarstva i poduzetništva u gradu, te stvoriti podlogu za strateško planiranje njegovog razvoja. Poslovne zone koje trenutno djeluju smještene su uz izlaz iz grada prema Zagreb (Komunalna zona), uz gradsku zaobilaznicu (zona Tanina-Gorički), te na južnom rubu grada (Južna industrijska zona na prostoru Željezare, Novog Pračna i Crnca). Grad ima u planu osnovati zonu Barutana te zonu u Stupnu.
Ipak, unatoč naizgled visokoj industrijalizaciji i velikim mogućnostima, nezaposlenost je u gradu visoka, pa prema podacima Hrvatskog zavoda za zapošljavanje od rujna 2007. u gradu ima 4.882 nezaposlenih.

### Turizam
Krajem 20. i početkom 21. stoljeća u Sisku se sve više razvija i turizam, osobito zahvaljujući zaštićenom močvarnom području Lonjskog polja, raritetnoj ruralnoj drvenoj arhitekturi, sisačkom Starom gradu, te privlačnom središtu grada uz obalu Kupe i arheološkom parku »Siscia.« Ovamo valja pribrojiti i lovni turizam u okolnim šumama. Ipak, turistička je djelatnost još uvijek nedovoljno razvijena i ne koristi sve mogućnosti koje joj se pružaju. Osobito je zamjetan nedostatak smještajnih kapaciteta. 

## Demografija
U godinama pojačanog industrijskog razvoja, od kraja Prvog svjetskog rata, pa do 1931. broj stanovnika grada više je nego udvostručen, pa je porastao s 4000 na 11 000 stanovnika.
Najviše stanovnika grad je imao prema popisu iz 1991. godine: 61 413. Tijekom Domovinskog rata grad Sisak i okolica prihvaćao je otprilike 15 000 do 20 000 izbjeglica te je tih godina bio najveći broj stanovnika, no zbog ratnih stradavanja nije bio moguće napraviti točan popis u to vrijeme.

### Popis 2001.
Područje grada Siska prema popisu stanovništva iz 2001., ima 52.998 stanovnika, od čega na užem 
području grada živi 37.417. Prosječna je starost stanovništva bila 40,4 godine, indeks starenja 104,5, a koeficijent starosti 22,7.
| broj stanovnika | 15738 | 18669 | 20433 | 22829 | 24277 | 26014 | 26234 | 28799 | 28893 | 34776 | 43382 | 55095 | 59812 | 61413 | 52236 | 47768 | 40121 |
|                 | 1857. | 1869. | 1880. | 1890. | 1900. | 1910. | 1921. | 1931. | 1948. | 1953. | 1961. | 1971. | 1981. | 1991. | 2001. | 2011. | 2021. |

| broj stanovnika | 2630  | 4645  | 5977  | 6614  | 7538  | 8530  | 9301  | 11860 | 13293 | 19238 | 26647 | 38458 | 43494 | 45792 | 36785 | 33322 | 27859 |
|                 | 1857. | 1869. | 1880. | 1890. | 1900. | 1910. | 1921. | 1931. | 1948. | 1953. | 1961. | 1971. | 1981. | 1991. | 2001. | 2011. | 2021. |

Nacionalni sastav stanovništva:
- Hrvati: 53 402 (83,09%)
- Srbi: 5897 (7,46%)
- Bošnjaci: 795 (1,52%)
- ostali: 4142 (7,93%)

S obzirom na materinski jezik 50 696 (97,05%) stanovnika izjasnilo se da im je materinski jezik hrvatski.
Vjerski sastav stanovništva:
- katolici: 41 204 (78,88%)
- pravoslavci: 3801 (7,28%)
- muslimani: 2537 (4,86%)
- ostale religije: 483 (0,01%)
- agnostici: ili neizjašnjeni: 2389 (4,57%)
- ateisti: 1.820 (3,48%)

### Popis stanovništva 2021.
Popis stanovništva 2021. godine objavljen na dan na dan 31. kolovoza 2021. grad Sisak je izgubio 15,75 % naspram popisa stanovništva 2011. godine. Grad Sisak je 2011. imao 47 699, a prema posljednjim objavama ima 40 185 stanovnika.

### Popis stanovništva kroz godine
| Broj stanovnika po popisima (gradsko naselje Sisak) | Broj stanovnika po popisima (gradsko naselje Sisak) | Broj stanovnika po popisima (gradsko naselje Sisak) | Broj stanovnika po popisima (gradsko naselje Sisak) | Broj stanovnika po popisima (gradsko naselje Sisak) | Broj stanovnika po popisima (gradsko naselje Sisak) | Broj stanovnika po popisima (gradsko naselje Sisak) | Broj stanovnika po popisima (gradsko naselje Sisak) | Broj stanovnika po popisima (gradsko naselje Sisak) | Broj stanovnika po popisima (gradsko naselje Sisak) | Broj stanovnika po popisima (gradsko naselje Sisak) | Broj stanovnika po popisima (gradsko naselje Sisak) | Broj stanovnika po popisima (gradsko naselje Sisak) | Broj stanovnika po popisima (gradsko naselje Sisak) | Broj stanovnika po popisima (gradsko naselje Sisak) | Broj stanovnika po popisima (gradsko naselje Sisak) | Broj stanovnika po popisima (gradsko naselje Sisak) |
| --------------------------------------------------- | --------------------------------------------------- | --------------------------------------------------- | --------------------------------------------------- | --------------------------------------------------- | --------------------------------------------------- | --------------------------------------------------- | --------------------------------------------------- | --------------------------------------------------- | --------------------------------------------------- | --------------------------------------------------- | --------------------------------------------------- | --------------------------------------------------- | --------------------------------------------------- | --------------------------------------------------- | --------------------------------------------------- | --------------------------------------------------- |
| 1857.                                               | 1869.                                               | 1880.                                               | 1890.                                               | 1900.                                               | 1910.                                               | 1921.                                               | 1931.                                               | 1948.                                               | 1953.                                               | 1961.                                               | 1971.                                               | 1981.                                               | 1991.                                               | 2001.                                               | 2011.                                               | 2021.                                               |
| 15.738                                              | 18.669                                              | 20.433                                              | 22.829                                              | 24.277                                              | 26.014                                              | 26.234                                              | 28.799                                              | 28.893                                              | 34.776                                              | 43.382                                              | 55.095                                              | 59.812                                              | 61.413                                              | 52.236                                              | 47.768                                              | 40.183                                              |

## Kultura i šport
Dok se u razdoblju prije 19. stoljeća ne može govoriti o nekoj značajnijoj kulturnoj djelatnosti, od prve polovine 19. stoljeća, potaknuti i trgovačkim, a onda i industrijskim napretkom, razvijaju se najprije kultura, pa onda i šport.

### Kultura
U Sisku je 2. listopada 1839. godine u zgradi Velikoga Kaptola (danas sjedište ordinarijata Sisačke biskupije) prikazana prva kazališna predstava na hrvatskom jeziku i štokavskom narječju. Bila je to drama Juran i Sofija ili Turci pod Siskom Ivana Kukuljevića Sakcinskog. Do tog vremena predstave su izvođene na njemačkom ili mađarskom jeziku.
Danas u Sisku djeluje veći broj kulturnih ustanova:
- Dom kulture »Kristalna kocka vedrine« ustanova je koja pokriva četiri glavne grane kulture: kazalište i glazba, objavljivanje knjiga, izložbe, te kinematografija.
- Gradski muzej Sisak smješten u Tomislavovoj ulici, na mjestu gdje je nekad bila radionica majstora Karasa u kojoj je od 1907. do 1910. bravarski zanat izučio Josip Broz Tito. Danas muzej sadrži arheološku zbirku prapovijesti; arheološku zbirku antike; arheološku zbirku ranog srednjeg vijeka; numizmatičku zbirku; zbirku 13. – 17. st.; povijesnu zbirku 18. i 19. st.; povijesnu zbirku 20. st. Usto, muzej vodi brigu o Starom gradu, zgradi Velikog kaptola, te omogućuje obilazak grada uz stručnu pratnju. Redovito se organiziraju tematske izložbe i predavanja. Muzej ima i vlastite publikacije.
- Glazbena škola »Fran Lhotka« utemeljena je 28. lipnja 1894. odlukom kraljevske zemaljske vlade, a nakon Drugog svjetskog rata ponovno je otvorena 27. kolovoza 1948. Od 1967. škola je djelovala u zgradi nekadašnje sisačke sinagoge, a od 2025. u zgradi koju je do potresa u prosincu 2020. koristilo Ministarstvo unutarnjih poslova. Danas je to javna i umjetnička škola s djelatnošću osnovnog i srednjeg glazbenog obrazovanja.
- Plesni studio Doma kulture Kristalna kocka vedrine osnovan je 1979. godine pod vodstvom Jasminke Petek Krapljan. Do sada je sudjelovao na festivalima u Švicarskoj, Austriji, Njemačkoj, Indiji, Bosni i Hercegovini i Belgiji, a u Hrvatskoj na Eurokazu, Tjednu suvremenog plesa,  te Susretima plesnih ansambala.
- Kazalište D.A.S.K.A. i alternativni kulturni centar Daskalište djeluje od 1976., a po njemu je Sisak postao međunarodno poznat na području istraživačkog, eksperimentalnog kazališta. Ova se ustanova bavi i dramskim odgojem djece i mladih

Od 1990. u Sisku je obnovljen rad Matice hrvatske čije je djelovanje zabranjeno 1971. godine.
Uz ove i druge ustanove, u Sisku djeluje i niz umjetnika iz raznih područja. Tu je poznati akademski slikar Slavo Striegl, a u pripremi je otvaranje stalnog postava njegove galerije.
Od 1995. djeluje i sastav The Bambi Molesters koji svira garage i surf glazbu, a postigao je zapaženi uspjeh u svijetu.
U Sisku se od 1999. održava i Međunarodni festival dječjih kazališta Maslačak‎. Krajem lipnja održavaju se Sisački lipanjski susreti.
Od 2007. u Sisku se održava orguljaški festival Ars organi sisciae.
Radio postaje Radio Quirinus i Radio Sisak već desetljećima emitiraju u Sisku.

### Knjižničarstvo
Počeci knjižnične djelatnosti datiraju u 1877. godinu osnivanjem prve Narodne čitaonice u Sisku iznajmljivanjem prostorije „Kavane Topljakove“ u Lađarskoj ulici i pretplatom na sve hrvatske, neke srpske, češke, slovenske, njemačke, talijanske i francuske časopise.
Planirala se izgradnja Društvenog doma s Pučkom čitaonicom, što je i ostvareno 1. siječnja 1933. godine s posebno uređenom čitaonicom i knjižnicom.
Godine 1942. osnovano je kulturno Društvo "Muzej i knjižnica grada Siska".
Nakon Drugog svjetskog rata knjižnica se ponovno otvara 10. lipnja 1945. s fondom od 2436 svezaka i otvorena je dva puta tjedno za članstvo (svake srijede od 17 do 19 sati).
Knjižnična djelatnost u Sisku službeno započinje 22. travnja 1951. godine pod nazivom Gradska narodna knjižnica i čitaonica. Od 1960. do 1969. knjižnica uvodi UDK sustav stručenja knjiga te je proglašena matičnom knjižnicom za područje Općine Sisak. Dana 21. rujna 1977. godine Odjel za Odrasle s 54 -00 knjiga preseljen je, dok Dječji odjel ostaje djelovati u starim prostorima. Dana 1. srpnja 1991. knjižnica se integrira s Knjižnicom Željezara.
Danas Narodna knjižnica i čitaonica Vlado Gotovac Sisak djeluje u tri odjela: Odjel za odrasle, Dječji odjel i Ogranak Caprag. Djelatnost knjižnice se uz osnovnu knjižničarsku, informacijsku, matičnu, edukacijsku promiče kroz predavanja, izložbe, radio emisije, članke u novinama, izdaje knjige, biltene i popise prinova.

### Šport
Grad Sisak je tradicionalno vezan uz športske aktivnosti, a za naglasiti je povijesni značaj nekih športskih grana koje su u Sisku prvi puta organizirane, ne samo na području Republike Hrvatske nego i ovom dijelu Europe. Među takvim športovima treba istaknuti konjički sport na području Galdova, koje je danas dio gradske jezgre.
Ime grada Siska vezano je i uz  prvu hokejašku utakmicu, gombalački sport (hrvanje), kao i najstariji nogometni klub na području Republike Hrvatske, koji i danas vrlo uspješno djeluje.
Hrvatski nogometni klub "Segesta" osnovan je daleke 1906. godine i u dugogodišnjem djelovanju ovaj sportski kolektiv prošao je sva ligaška natjecanja. Od 1992. do 1997. godine član je 1. hrvatske nogometne lige, a od 1997. nastupa u 2. i 3. HNL. Uz HNK Segestu u gradu postoji ŠNK Frankopan i NK Metalac. Romi su organizirani u RNK Roma Sisak.
Uz nogomet, koji se igra na ovom području gotovo stoljeće, te šah koji u 1998. godini bilježi 90 godina organiziranog djelovanja, Sisak je poznat i po kuglačkom, ronilačkom, košarkaškom, kao i borilačkim sportovima, čiji se predstavnici natječu u 1. odnosno 2. ligama i postižu zapažene sportske rezultate. Uz njih zapažen je Hokejski klub INA Sisak i HK Siscia kao hokejaški prvaci države. Također u gradu djeluju i Ragbi klub Sisak, Baseball klub Sisak storks, hrvački klub "Sisak", vaterpolski klub "Siscia", i Košarkaški klub Sisak.
Sportsko društvo "Metalac" osnovano je 27. ožujka 1982. godine, u čijem su sastavu djelovale odbojkaška, rukometna, kuglačka, stolnoteniska, nogometna i sportsko ribolovna sekcija, koje su zajedno nosile naziv "Metalac" Sisak, te streljačko društvo "Željezara". SD "Metalac" je trenutno ugašen, a funkcioniraju dijelovi sportskog društva kao samostalne udruge građana, i to sportsko ribolovno društvo.
Godine 2003. osnovan je i Siscia koji je već u prvoj godini rada, nakon osvajanja naslova prvaka 3. HRL, ušao u 2. hrvatsku rukometnu ligu – Zapad. Već 2007. godine klub osvaja prvo mjesto, te kroz kvalifikacije stječe pravo na ulazak u Prvu hrvatsku rukometnu ligu. RK "Siscia" tri godine za redom, proglašen je najuspješnijom momčadi Grada Siska.
Ukupan sportski život odvija se na sportskim objektima koji su u sastavu Sportsko-rekreacijskog centra "Sisak", gradskom nogometnom stadionu, zatvorenom olimpijskom bazenu s dvoranskim prostorima, otvorenom klizalištu, četverostaznoj automatskoj kuglani, te objektima koji su izvan športske ustanove, nogometnom stadionu "Metalac", športskoj dvorani "Brezovica", kao i otvorenim i zatvorenim športskim terenima poduzeća za sportsku djelatnost "Silax" d.d. i športskim dvoranama.
Malonogometni turnir Vladimir Šikić održava se od 1980.

## Obrazovanje
Osnovne škole:
- OŠ Komarevo
- OŠ Braća Radić
- OŠ Ivan Kukuljević Sakcinski;
- OŠ 22. lipnja;
- OŠ Viktorovac;
- OŠ Braća Bobetko;
- OŠ Braća Ribar;
- OŠ Galdovo;
- OŠ Sela;
- OŠ Dragutin Tadijanović;
- OŠ Gornje Komarevo;
- OŠ Tišina Kaptolska;
- OŠ Budaševo-Topolovac-Gušće;
- OŠ Žabno;

Srednje škole:
- Gimnazija Sisak;
- Ekonomska škola Sisak;
- Tehnička škola Sisak;
- Industrijsko-obrtnička škola Sisak;
- Strukovna škola Sisak;
- Ugostiteljsko-trgovačka škola Sisak;
- Medicinska škola Sisak;

Visokoškolska naobrazba:
- Metalurški fakultet u Sisku;

## Znamenitosti
- Arheološki park »Siscia« - ostaci zidina rimske Siscije
- Stari grad - tvrđava iz 16. st. pod kojom se odigrala Bitka kod Siska
- Katedrala sv. Križa u središtu grada (18. st.)
- Bazilika sv. Kvirina
- Crkva sv. Marije Magdalene u Selima kraj Siska
- Drvena kapelica sv. Martina iz 17. st. u Starom Brodu
- Stari most - zidani most od kamena i opeke iz 1934.
- Veliki i Mali kaptol - nekadašnja svratišta kanonika Kaptola zagrebačkog
- Stari kran - drvena dizalica iz stare sisačke luke, danas postavljen kao muzejski primjerak uz obalu Kupe
- Lonjsko polje - park prirode; močvarno područje s poznatim europskim selom roda, Čigoćem
- Stara gradska jezgra s trgovačkim kućama i palačama u baroknom i secesijskom stilu
- Holandska kuća - interpretacijski centar industrijske baštine

## Galerija
- Stari grad
- Crkva Uzvišenja sv. križa u središtu grada
- Zgrada „Velikog Kaptola“ pokraj Starog mosta
- Vodotoranj na Viktorovcu
- Sisačka Gimnazija
- Rimska ulica
- Ulica Stjepana i Antuna Radića
- Glazbeni paviljon u Šetalištu Vladimira Nazora
- Park s fontanom podignutom na spomen djece s Kozare umrle u dječjem logoru u vrijeme NDH
- Turistički okovani vlakić
- A. G. Matoš na Šetnici
- Kafići na Šetnici
- Stari most - pogled sa Šetnice
- Ljetni prizor s Kupe u središtu grada
- Kajak i stari čamci u središtu grada
- Tradicionalni čamci „šiklje“ u središtu grada
- Kupa u središtu grada
- Sava kod Starog grada, prije ušća Kupe
- Željeznički most preko Kupe, poznat kao „Željezni most“
- Postrojenja sisačke rafinerije
- Zalazak sunca u Sisku

## Povezani popis
- Popis poznatih osoba iz Siska